# Jakob Gautel
Jakob Gautel né en 1965 à Karlsruhe est un plasticien, dessinateur et graveur allemand, actif à Paris. 

## Biographie
Jakob Gautel naît en 1965 à Karlsruhe.
Ancien élève de Christian Boltanski à l’École nationale supérieure des beaux-arts de Paris, il utilise la photographie, la vidéo, les installations, les projections, les livres, etc., en vue d'une « recherche, sur la lisière entre la réalité et la fiction, entre le monde des apparences et ce qui se cache derrière, entre l’être et le paraître, et entre le monde extérieur et le monde intérieur. »[réf. nécessaire]
Il vit et travaille à Paris depuis 1985.

## Œuvres dans les collections publiques
- La Défense, Fonds national d'art contemporain : Che, 2001-2004, ouvrage textile à motif en jours d'Angles[3].
- Sotteville-lès-Rouen, Fonds régional d'art contemporain de Normandie-Rouen :
  - Melancolia, 1989, livre d'artiste[4] ;
  - Allégories, 1989, livre d'artiste[5] ;
  - Fragment d’une ronde, 1989, leporello, lithographie[6] ;
  - Ich Bin Ja schon Tot, 1989, livre d'artiste[7] ;
  - Burnin' desire, 1989, livre d'artiste[8] ;
  - Sans titre (les mains), 1989, livre d'artiste[9] ;
  - La Momie sourd-muette/Liens, 1989, livre d'artiste[10] ;
  - Carnet de bal, 1990, livre d'artiste[11] ;
  - Les mots/maux d'amour, 1990, livre d'artiste[12] ;
  - Batavia,  1992, DVD[13] ;
  - Roma 2000, 2000, livre d'artiste[14] ;
  - Projection, 2003, carte postale[15] ;
  - Entre !, 2013, série de 20 cartes postales[16]
- Vitry-sur-Seine, musée d'Art contemporain du Val-de-Marne : Maria Theodora, 1996-1997, installation[17].

## Expositions
- 1987 : LZ Karlsruhe[1].
- 1989 : Institut Goethe[1].
- 1997 : centre culturel français de Djakarta[1].
- 2007 : musée Zadkine[1].